# Любисток аптечный
Любисток аптечный, или Любисток лекарственный (лат. Levisticum officinale) — многолетнее травянистое растение; типовой и единственный подтвержденный вид рода Любисток (Levisticum) семейства Зонтичные (Apiaceae). Широко используется в качестве пряной и лекарственной культуры.

## Ботаническое описание[4][5]
Травянистый многолетник, поликарпик, высотой до 2 м.
Корень толстый, стержневой, коричневатый; каудекс толстый многоглавый.
Стебель прямой, с сизым налётом, дудчатый, на верхушке ветвистый, на основании покрыт чешуевидными остатками черешков отмерших листьев, 2–4 см в диаметре.
Черешки нижних листьев длинные, голые, в сечении округлые с узкой выемкой на адаксиальной стороне, полые, с периферическими проводящими пучками. Пластинки листьев тёмно-зелёные, блестящие, в очертании широко треугольные или ромбические, сложные. Листочки крупные, в очертании обратно-яйцевидные, в основании клиновидные, цельнокрайние, к верхушке крупно надрезано-зубчатые с хрящеватыми на кончике зубцами. Стеблевые листья постепенно к верхушке уменьшаются и становятся менее сложными. Самые верхние сидячие. Характерна гетерофиллия.
Цветки собраны в соцветие сложный зонтик, около 12 см в диаметре, с 12–20 на внутренней стороне шероховатыми и наверху несколько расширенными лучами, 4–6 см длиной. Листочки обертки многочисленные, ланцетовидные, по краю белоперепончатые, вниз отогнутые, по краю мелкореснитчатые, часто также на верхней поверхности шероховатые. Зонтички 5–12 мм в диаметре, с 20–26 цветками, Листочки оберточки многочисленные, при основании несколько сросшиеся. Лепестки ярко желтые, мелкие, около 1 мм длиной и шириной, в очертании эллиптические, при основании с очень коротким коготком, на верхушке чуть выемчатые и с загнутой внутрь верхушкой. Подстолбия во время цветения коротко-конические, позже просто конические. Стилодии короткие 1,5–2 мм длиной, отогнутые на спинную сторону мерикарпиев.
Плод жёлто-бурая двусемянка, эллиптические, 5–7 мм длиной и 3–4 мм шириной. Карпофор двураздельный до основания. Мерикарпии чуть сжатые со спинки, при созревании желто-коричневого цвета. Краевые ребра крыловидные, спинные — килевидные. Комиссура узкая. Экзокарп из мелких клеток.
На территории бывшего СССР (Северное полушарие) цветет в июне-июле, плодоносит в августе-сентябре.

## Распространение и местообитание
Предполагается, что центром происхождения вида являются Иран и Афганистан. В настоящее время вид произрастает практически повсеместно — на Евроазиатском континенте, Северной и Южной Америке, Африке, Австралии. Уточняется, что ареал охватывает Европейскую часть России и Кавказ, Восточную Европу и Восточную Азию.
Занесён в списки инвазивных видов США, Бельгии, Великобритании.

## Классификация

### Таксономия[3]
Levisticum officinale W.D.J.Koch, 1824, Nova Acta Phys.-Med. Acad. Caes. Leop.-Carol. Nat. Cur. 12(1): 101
Вид Любисток аптечный относится к роду Любисток (Levisticum) семейства Зонтичные (Apiaceae) порядка Зонтикоцветные  (Apiales). Кладограмма в соответствии с Системой APG IV:
|  |                                      |  |                                   |                                   |                     |  | ещё 6 семейств | ещё 6 семейств |                   |  |  |  | еще 7 видов в статусе непроверенных |
|  |                                      |  |                                   |                                   |                     |  | ещё 6 семейств | ещё 6 семейств |                   |  |  |  | еще 7 видов в статусе непроверенных |
|  |                                      |  |                                   | порядок Зонтикоцветные            |                     |  |                |                | род Любисток      |  |  |  |                                     |
|  |                                      |  |                                   | порядок Зонтикоцветные            |                     |  |                |                | род Любисток      |  |  |  |                                     |
|  | отдел Цветковые, или Покрытосеменные |  |                                   |                                   | семейство Зонтичные |  |                |                | Любисток аптечный |  |  |  |                                     |
|  | отдел Цветковые, или Покрытосеменные |  |                                   |                                   | семейство Зонтичные |  |                |                |                   |  |  |  |                                     |
|  |                                      |  | ещё 63 порядка цветковых растений | ещё 63 порядка цветковых растений |                     |  |                | ещё 447 родов  | ещё 447 родов     |  |  |  |                                     |
|  |                                      |  |                                   | ещё 63 порядка цветковых растений |                     |  |                |                | ещё 447 родов     |  |  |  |                                     |

## Синонимы
- Angelica levisticum  All.
- Angelica paludapifolia  Lam.
- Hipposelinum levisticum  Britton & Rose
- Ligusticum levisticum  L.
- Selinum levisticum  E.H.L.Krause